# Hilda Parra
Hilda del Rosario Parra Sandoval (Chillán, 11 de agosto de 1916-Santiago, 5 de marzo de 1975) fue una folclorista chilena, la mayor de las hermanas del clan Parra.

## Biografía
Hija del profesor de música Nicanor Parra Parra y de la campesina Clarisa Sandoval Navarrete, Hilda tuvo ocho hermanos: Nicanor, Violeta, Eduardo «Lalo», Roberto, Caupolicán, Elba, Lautaro y Óscar (Tony Canarito). Se casó con Juan Joaquín Báez, con quien tuvo cinco hijos: Fernando Báez Parra, conocido artísticamente como Nano Parra, Gladys del Rosario, María Elena, Luis Roberto y Nicanor Segundo.
Autodidacta, cantó durante un tiempo junto con su hermano Roberto; hacia 1947 formó el dúo musical Las Hermanas Parra, con Violeta, tocando ambas la guitarra y siendo Hilda la vocalista. Para ambas fue la primera experiencia profesional de canto, con todo lo que eso incluyó: presentaciones ante grandes audiencias, grabación de discos single y entrevistas en radio. Sus primeros repertorios se centraron no en la cueca, que cultivaron después a lo largo de toda su carrera, sino en la música mexicana, que era el preferido del público de los bares en que se presentaban, La Popular y El Tordo Azul, del barrio Matucana, y El Banco, en Franklin. El dúo se disolvió en 1952 y cada una continuó su trabajo como solista. Hilda se presentaba a veces con su hermano menor Lautaro.
En 1961 Hilda comenzó a ofrecer clases de danzas y cantos folclóricos, proceso en el que formó a varios grupos infantiles. En la segunda mitad de los años 1960 cantó en el Trío Los Parra, con sus hijos Nano Parra y María Elena Baéz Parra.
Como su hermana Violeta, se interesó en el bordado de arpilleras; expuso por primera vez sus confecciones en 1973, en el Parque O’Higgins. Después del golpe militar dado por el general Augusto Pinochet el 11 de septiembre de ese año, vino un período de cesantía; su último espacio fijo de presentaciones en Santiago fue la famosa peña Chile ríe y canta, de René Largo Farías. En busca de trabajo viajó en 1974 a Argentina, de donde regresó enferma de cáncer.
Su sobrino Ángel Parra la recuerda con las siguientes palabras en la biografía que escribió sobre Violeta Parra, su madre:

Hilda Parra, formidable personaje. Estuvo muy presente en mi infancia. Generosa, divertida, jamás se tomó en serio. Amante de las fiestas prolongadas, dos, tres días. Desordenada como ella sola podía serlo […]. Segunda voz de oro. Capaz de hacerle segunda voz a la orquesta sinfónica.
Ángel Parra

Su hijo Nano, que destaca su voz potente y ronca que «dejaba en silencio respetuoso cualquier lugar en el que se presentara. Una vez mi tío Nicanor me dijo: "La cuequera más grande de Chile ha sido la Hilda, Nano. No hay nadie que se le compare"».

## Discografía
- Las cuecas de Hilda Parra (RCA Victor)
- 1965: Veinte cuecas con salsa verde (EMI Odeon)
- 1970: El cantar de Hilda Parra (Arci Music)
- 1970: Hilda canta a Violeta (RCA Victor)
- 1970: Hilda Parra canta canciones de los Parra (RCA Victor)
- 1971: Cuecas dieciocheras (IRT)

## Colectivos
Con Las Hermanas Parra
- 1988: Viva Chile y su folclore, volumen 1 (EMI Odeon)
- 2004: Las 100 mejores canciones chilenas de todos los tiempos (EMI Odeon)

### Colaboraciones
- 1965: Recordando a Chile (una chilena en París) (de Violeta Parra)
- 1970: Cuecas con escándalo (varios autores)